# الموسوعة السوفيتية العظمى
الموسوعة السوفيتية العظمى (بالروسية:Большая советская энциклопедия) (نطق:بلشايا سفيتسكايا إنسكلوبيديا) هي واحدة من أضخم وأشمل الموسوعات التي كتبت بالروسية. نشرت الموسوعة بواسطة سوفيتسكايا إنسكلوبيديا المملوكة للدولة.

## ملخص
كان هناك ثلاث طبعات للموسوعة. الطبعة الأولى كانت في 65 مجلدًا (65.000 مقالة، بالإضافة إلى مجلد تكميلي عن الاتحاد السوفيتي) نشرت هذه الطبعة أثناء 1926-1947. وكان رئيس التحرير هو أوتو شميدت (حتى 1941). الطبعة الثانية كانت في 50 مجلدًا (100.000 مقالة، بالإضافة إلى مجلد تكميلي) نشرت بين 1950-1958، سيرجي فاليوف كان رئيس التحرير (حتى 1951).

## اقرأ أيضًا
- الموسوعة الروسية العظمى